# Brienza
Brienza è un comune italiano di 3 849 abitanti della provincia di Potenza in Basilicata.

## Geografia fisica
Sorge a 713 m s.l.m. nella parte centro-occidentale della provincia al confine con la parte centro-orientale della provincia di Salerno.
Confina con i comuni di: Sasso di Castalda (6 km), Satriano di Lucania (9 km), Atena Lucana (SA) (12 km), Marsico Nuovo (15 km), Sant'Angelo Le Fratte (16 km), Sala Consilina (SA) (18 km) e Polla (SA) (26 km).

## Storia
L'origine di Brienza è quasi sicuramente longobarda: la radice burg (luogo fortificato), dal toponimo latino Burgentia, suffragherebbe tale ipotesi. Il primo nucleo abitato sembra risalire al VII secolo d.C. e fu realizzato sul versante del colle che costeggia il corso del torrente Pergola. Successivamente con l'aumento demografico avvenne l'espansione anche sul versante che predomina l'attuale centro abitato. Sulla sommità del colle molto probabilmente venne edificato in epoca longobarda un mastio, inglobato in epoca normanna nel primo nucleo dell'attuale castello Caracciolo. Il documento più antico a noi noto, che ci parli di un castrum burgentiae risale all'anno 1097.
Storicamente Brienza ha sempre fatto parte del Principato salernitano (poi divenuto Principato Citra) e soltanto in epoca moderna è entrata a far parte della Basilicata.
Il sacerdote Giuseppe Paternoster (1823-1888), raccontando in uno scritto le vicende del luogo dove era nato, osservava che
Nel corso dei secoli il toponimo muta in Brienza. Secondo il Defenback, il radicale della parola Brienza ossia “Brie” o “Bria” (che in francese significa formaggio) indica un luogo “ubi fiunt boni casei” (dove si producevano buoni formaggi), e ciò ci fa comprendere che la città fosse una comunità di pastori e contadini di origine gotica. 

### Cronologia di Brienza
Dal 600 al 1799:
- VIII-IX secolo d.C. Sorse probabilmente il convento di San Giacomo, che sarebbe stato tenuto dai Benedettini e abbandonato nel sedicesimo secolo.
- IX secolo A cavallo dei due secoli si innalzò la chiesa più antica di Brienza, dedicata a San Martino.
- XI secolo. Intorno a tale periodo ad opera dei Normanni fu eretto il primo nucleo dell'attuale castello, che più tardi verrà ampliato e maggiormente munito dagli Angioini e successivamente ristrutturato dai marchesi Caracciolo.
- 1080. Guglielmo, figlio del conte Roberto di Montescaglioso, ereditò il feudo di Brienza.
- 1095/1098 Pietro, abate della Trinità di Cava, ebbe in dono la chiesa e il monastero di San Giacomo di Brienza.
- XII secolo. Venne ultimata la chiesa di Santa Maria Assunta, attuale Chiesa Madre. Nei secoli successivi l'abitato di Brienza poté vantare ben sei parrocchie: Santa Maria Assunta, Santa Elisabetta, San Martino, San Zaccaria, San Michele dei Greci e SS. Annunziata attuale chiesa parrocchiale.
- 1130 La chiesa di San Giovanni fu donata all'abate di Cava da Guglielmo di Montescaglioso.
- 1145 I documenti indicano in Giovanni di Marsico il priore del monastero di San Giacomo.
- 1156 I discendenti di Guglielmo di Montescaglioso, per aver dato manforte alla ribellione del 1155-1156, persero le loro terre. A Brienza fu cerato un feudo in capite de domino Rege.
- 1163 Il priore Giovanni di Marsico fece edificare la chiesa di San Lorenzo.
- 1163-1179 Venne consacrata la chiesa di San Lorenzo e se ne affidò la giurisdizione alla badia di Cava.
- 1166 La regina Margherita, scomparso il marito Guglielmo I, cedette il castello ad Enrico di Navarra.
- 1178-1188 Mentre regnava Guglielmo II il Buono, gruppi locali di milites aderirono fedelmente alla missione in Terra Santa: è quanto si evince dalle testimonianze riportate nel puntualissimo Catalogo dei Baroni.
- XIII secolo. Ai principi del secolo, sul monte omonimo, sorse il primo nucleo della cappella dedicata al Santissimo Crocifisso.
- 1222 Alla chiesa di San Zaccaria vennero elargiti privilegi da Ruggiero, vescovo di Marsico Nuovo, che incaricò il diacono Luigi di redigere l'inventario dei beni.
- 1269 Carlo I d'Angiò assegnò a Rainaldo De Poncellis il feudo di Brienza.
- 1280 A Rainaldo De Poncellis successe il figlio Giovanni, che esercitava inoltre la propria autorità sui feudi di Andretta e Pescopagano.
- XIV secolo Brienza passò al feudatario Mattia.
- 1412 Signore di Brienza era Roberto, quarto figlio di Gorrello Aurilia.
- 1428 Il 2 novembre la regina Giovanna II vendette il feudo di Brienza a Petraccone Caracciolo per circa mille once d'oro.
- 1438 Il potere locale veniva gestito da Giovanni Zurlo.
- 1459 Giacomo Caracciolo diventò signore di Brienza. La sua famiglia, quasi senza interruzione, avrebbe governato nei secoli successivi.
- 1499 Re Federico D'Aragona confermò il feudo a Perticone, figlio di Giacomo Caracciolo.
- 1570-1571 Si edificarono la chiesa dell'Annunziata e il convento dei Frati Minori Osservanti, commissionati dai Caracciolo e su disegno di Cafaro Pignoloso di Cava dei Tirreni.
- 1574 Nel mese di giugno prese il via l'attività della confraternita del Santissimo Rosario.
- 1609 La cappella della Madonna degli Angeli, successivamente affrescata da Giovanni de Gregorio detto il Pietrafesa venne costruita nella zona rurale che in seguito avrebbe ospitato anche un Lazzaretto.
- 1616 Si ha notizia di una violenta contestazione da parte del popolo burgentino riguardo ai privilegi dei Caracciolo.
- 1648 Quattrocento soldati, per ordine del feudatario Giuseppe Caracciolo, accorsero a sedare una rivolta scoppiata a causa di alcuni aggravi fiscali.
- 1651 La popolazione venne decimata dalla peste.
- 1681 Il feudo si cedette a Francesco Campione.

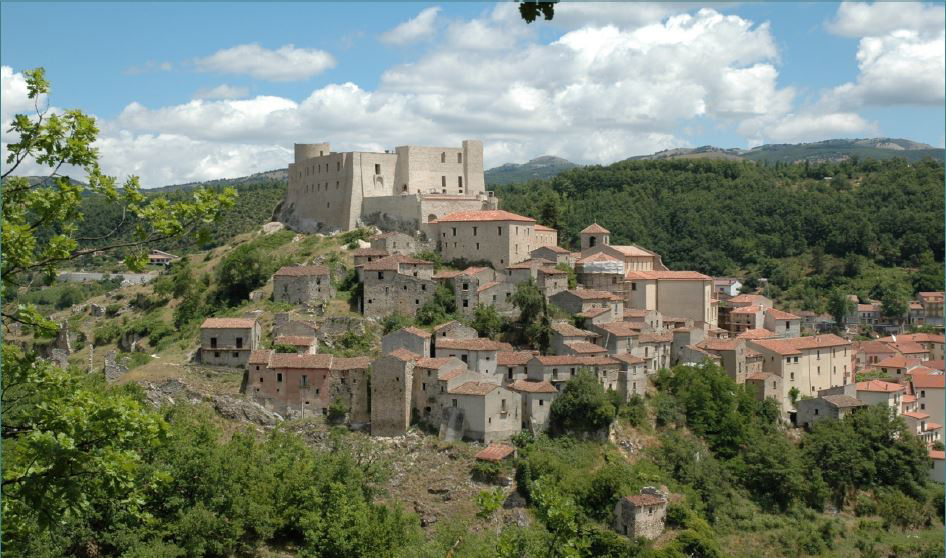
Rocca di Brienza

- Rocca di Brienza1683 Santa Maria Assunta fu eletta Chiesa Madre.
- XVIII secolo. Nel corso del secolo la chiesa dell'Annunziata venne decorata da una serie di opere di Nicola La Sala, Francesco Maugieri, Nicola Peccheneda e Giacomo Colombo.
- 1709 Nacque in quell'anno Pietro Giampietro detto il Pietrafesa, autore degli affreschi che impreziosiscono il chiostro del convento dell'Annunziata.
- 1715-1720 La cappella di San Michele Arcangelo, meglio nota come San Michele dei Greci, fu ricostruita grazie al sacerdote Gaetano Addobbato.
- 1726 Marchese di Brienza era Litterio Giuseppe Caracciolo.
- 1736 I contadini occuparono le terre di Monte Pezzafarina e Croce dell'Ausino.
- 1748 L'8 dicembre nacque Francesco Mario Pagano, primogenito di Tommaso e di Marianna Pastore.
- 1754 Francesco Saverio Bruno, figlio di Antonio e di Giovanna Restaino, venne alla luce il 28 luglio. Lo attendeva una brillante carriera giuridica.
- 1760-1770 Si ampliò la chiesa madre.
- 1781 Luisa Labriola, consorte di Prospero Iannelli, mise al mondo il figlio Cataldo Iannelli, oggi ricordato come valente archeologo.
- 1783 Litterio Caracciolo fece restaurare il Castello.
- 1795 Nacque, da Nicola Ferrarese e da Antonia Contardi, il figlio Luigi Ferrarese. Avrebbe espresso il suo originale talento nella ricerca psichiatrica.
- 1799 Il filosofo, giurista e letterato F. Mario Pagano venne impiccato a Napoli, in piazza del Mercato, in quanto tra i principali esponenti della gloriosa e purtroppo effimera repubblica Napoletana all'età di cinquantuno anni.  A nulla valsero le richieste giunte da più parti d'Europa al re Ferdinando e la regina carolina di rendergli salva la vita in virtù della sua scienza e della sua dottrina. Era il 29 ottobre. "Spariti e per sempre que' Governi che, con la strage dei più preclari cittadini, s'affidavano di mantenerci nell'abiezione e di toglierci così ogni speranza d'una ventura riscossa, i Brienzani costituirono un comitato per erigere un monumento al grand'uomo. S'iniziò subito una sottoscrizione, alla quale concorsero il Municipio, la Provincia e il Governo: ma passarono molti anni, e solamente nel 1890 la statua a Mario Pagano si poté inaugurare". L'opera bronzea, raffigurante il Pagano eseguita dallo scultore napoletano Achille D'Orsi, domina tuttora il largo antistante il palazzo Municipale. Il suo ultimo restauro risale all'ottobre del 1999, quando è stato celebrato il bicentenario della rivoluzione napoletana.
- 1940-43 Negli anni della seconda guerra mondiale, 13 profughi ebrei (tra cui alcune famiglie con bambini) furono confinati in soggiorno coatto a Brienza. Furono tutti liberati con l'arrivo dell'esercito alleato nel settembre 1943. Alcuni di loro poterono già emigrare negli Stati Uniti nel luglio 1944. Gli altri rimasero nell'Italia meridionale in attesa della fine della guerra.[6]

### Simboli
La descrizione araldica dello stemma è la seguente: a forma di scudo sannitico con una fascia mediale riportante l'iscrizione "BRIENZA FEDELE", che divide lo stemma in due campi. In quello superiore tre torri su fondo azzurro alludono al castello Caracciolo, mentre in quello inferiore due braccia con mani si stringono in segno di amicizia e solidarietà. Esso infine è sormontato da una corona marchesale.

## Monumenti e luoghi d'interesse

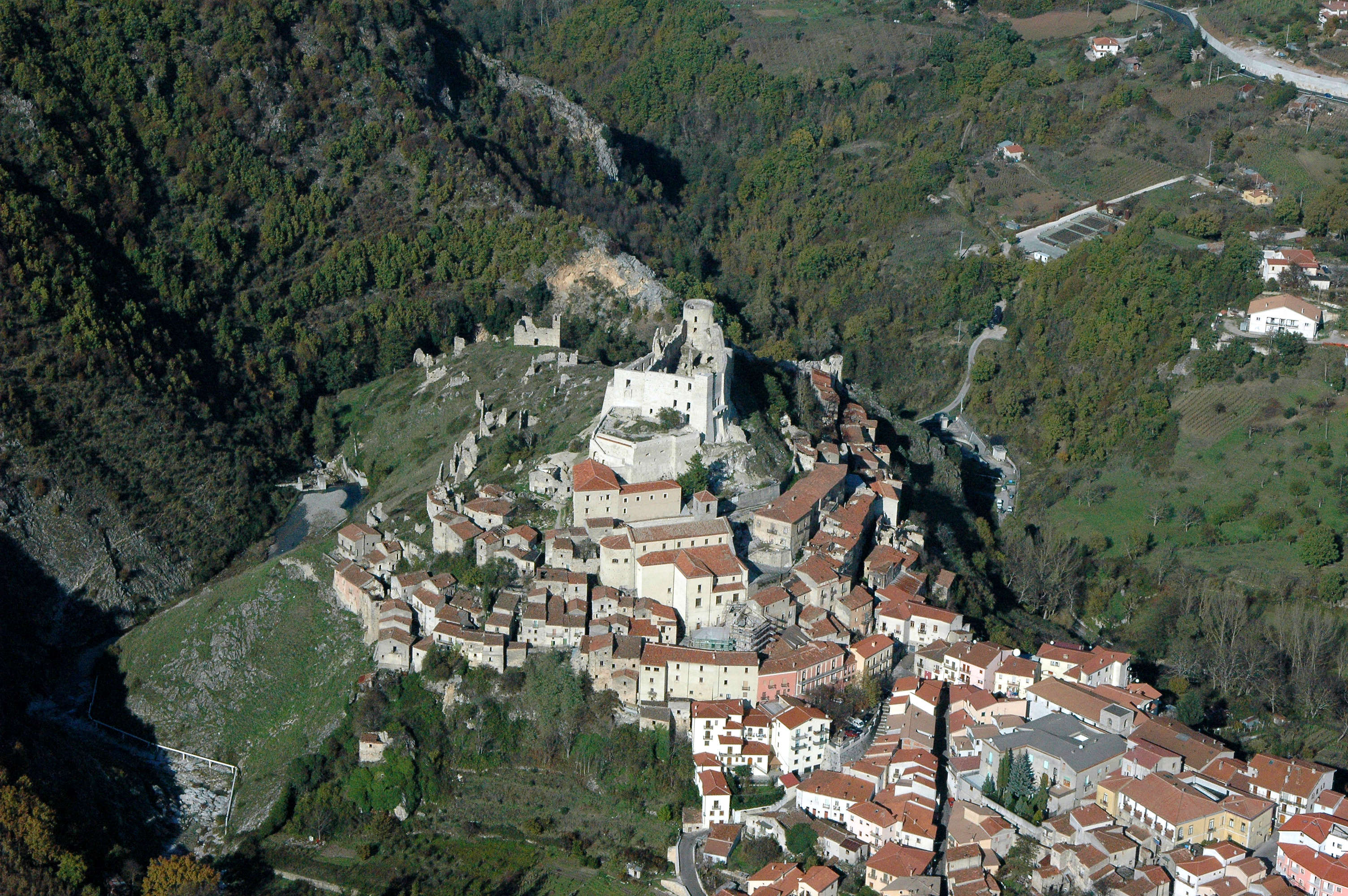
Vista aerea del borgo di Brienza

### Il Borgo
Il borgo antico di Brienza si presenta con un modello ad avvolgimento centripeto avente per fulcro il Castello Caracciolo, posto alla sommità di un colle sui pendii del quale si sviluppa il borgo.  Alla fine di via Mario Pagano, dove anticamente era situata una delle porte di accesso, si inerpicano sul poggio due stradine, quella di Santa Maria a sinistra e di San Michele dei Greci a destra.
Sul versante opposto, ove si accede per la "Portella" ancora visibile nella cinta muraria del Castello, brandelli di muri su viottoli ormai quasi del tutto cancellati testimoniano l'esistenza andata di quegli altri rioni che completavano il borgo: la Torricella, san Martino, San Sebastiano, Via Nuova, San Nicola e Santa Elisabetta.
Più giù, verso il fiume, si alza ancora il perimetro dell'antichissima Chiesa di San Martino, probabilmente il primo centro di culto della "Burgentia Fidelis". Domina sulla confluenza di due torrenti (il Pergola e il Fiumicello) la torretta di guardia ("Trucedda" - torretta), all'estremità della cinta muraria che sale fino alla torre circolare del Castello, posta a nord.

### La villa rustica "Romana"
In località Sant' Elena presso Braide, nel 1984 venne rinvenuta una "villa rustica" risalente al periodo romano repubblicano (I sec. a.C). In seguito a scavi vennero rinvenuti tre ambienti pavimentati con tessere bianche e nere di piccolo formato (opus signum), con motivi e rombi e a meandri. Dei tre ambienti, il più grande, mostra un probabile sistema di riscaldamento con caldaia ed era quasi sicuramente adibito a cucina. Un secondo dotato di cisterna rivestita di intonaco impermeabilizzante, di forma circolare con un foro centrale per il deflusso dei liquidi a mezzo di una canaletta, rappresentava un'importante riserva idrica. Il terzo ambiente è un deposito.
Successivi scavi nella campagna del 1985 hanno permesso di portare alla luce altri ambienti a sud e a est di quelli già scoperti precedentemente. Tre ambienti a sud hanno come pavimentazione un battuto in malta e terra compatta o cocciopesto. A est, in un ambiente più grande furono recuperati reperti costituiti da un coltello in ferro, frammenti bronzei di rivestimento di parti lignee, chiodi e abbondante ceramica a vernice nera e acroma.
Nell 1988 una prospezione archeologica effettuata a mezzo di indagini geofisiche, per tutta l'area circostante la villa indicò la presenza di un'ampia area caratterizzata dalla presenza di rilevanze archeologiche.
Il ritrovamento nella villa di un denario di M. Sergius Silus del 116/115 a.C. ha permesso di stabilire un terminus ante quem non per la distruzione del complesso, che dagli altri reperti ed elementi ritrovati è stato datato I sec. a.C.
Attualmente, lo scavo onde evitare un deterioramento di quanto emerso, è ricoperto. In nessuna area del comune è pubblicamente esposto quanto ritrovato.

### Urbanistica
Sul versante opposto del colle è la parte più antica del paese, risalente al VII secolo, abbandonata a seguito del terremoto del 1857, dove è possibile ancora distinguere resti di mura a delimitazione del perimetro della chiesa di S. Martino, del IX secolo. A fianco della torretta di avvistamento posta a strapiombo su uno sperone roccioso che si affaccia sul sottostante torrente Fiumicello, si trova la porta di accesso secondaria (posterula) nota come porta della Torricella, che introduce al rione di S. Michele dei Greci.  A circa sei chilometri di distanza sul monte più alto tra quelli che circondano Brienza è posto il Santuario del Santissimo Crocifisso risalente, secondo la tradizione, al 1237, sebbene studi più recenti sembrano suffragare l'ipotesi che l'edicoletta votiva da cui ha avuto origine la chiesa sia stata realizzata alcuni decenni dopo. Si tratta di un piccolo edificio ad unica navata con zona presbiteriale leggermente rialzata e campanile in stile romanico posto sul retro, ad unica cella, che conserva, al suo interno, alcuni affreschi settecenteschi. Dalla sommita del Sacro monte si gode una vista a 360 gradi sull'intera vallata sottostante. 

### Architetture religiose

#### Chiesa dell'Annunziata
Chiesa a unica navata dalla volta affrescata con l'immagine di Gesù Cristo e dei quattro Evangelisti. Risalente al 1571 e già appartenuta ai Padri Minori Osservanti, è opera di Cafaro Pignoloso di Cava dei Tirreni, attivo pure a Marsico Nuovo, ove eresse il palazzo di don Francesco Santomango. Due altari marmorei laterali appartennero alla famiglia Caracciolo e ne portano lo stemma gentilizio. L'ebanista Nicolò La Sala autore del coro e del pulpito ligneo volle lasciare il suo ritratto sul primo stallo a sinistra del coro dove è riportata la firma e la data di realizzazione (1727) sullo stallo all'estremità opposta del coro è inciso lo stemma della famiglia Caracciolo. Fra le opere conservate, vi è una tela con un Sant'Antonio abate firmato da Nicola Peccheneda e datato 1797 e realizzato per l'altare della famiglia Fedele, un pulpito ligneo del 1735, di Antonio la Sala di Potenza, con confessionale sottostante, e un coro a 29 stalli alle spalle dell'altare maggiore.

#### Chiesa Madre di Santa Maria Assunta
Edificata tra l'XI e il XII secolo e a tutt'oggi la chiesa madre di Brienza. Nel 1700, pur mantenendo l'originario impianto a croce latina, è stata ampliata lateralmente. Al suo interno presenta una preziosa cantoria lignea, settecentesca, ornata con archi ellenistici tipici del periodo neoclassico. Inoltre è presente un prezioso altare ligneo settecentesco che, per fattura, dimensioni e pregio, rappresenta uno degli altari lignei di maggior rilievo presenti sul territorio nazionale. Lungo le navate laterali sono presenti alcuni preziosi dipinti e due sculture lignee di manifattura napoletana di notevole interesse. Ad un livello sottostante alla chiesa è presente quella, che molti storici ritengono essere stata la chiesa che ritengono essere stata la chiesa delle origini. Al di sotto di questo livello sono presenti le cosiddette terre sacre che ospitano le fosse cimiteriali, al cui interno sussistono numerosi resti umani.
Chiesa di San Michele dei Greci
Nel rione detto Dei Greci, sorge la chiesa dedicata a San Michele Arcangelo, in seguito denominata San Michele Dei Greci, in quanto nel XVI secolo si stanziò in quella zona una piccola comunità di origine greca che dopo pochi anni prese in carico la chiesa e gli uffizi religiosi iniziarono ad essere celebrati secondo il rito greco-ortodosso. La cappella, eretta in epoca medievale, visse un periodo florido grazie ai lasciti e alle donazioni laicali attestate nel XV secolo, la perdita dei quali ne causò un progressivo abbandono. Nel 1941 la chiesa fu chiusa al pubblico per cadere lentamente nell’abbandono, così come, in seguito al terremoto del 1980, accadde per il rione e per l’intero borgo. Le piccole dimensioni dell’unica navata, in cui la zona presbiteriale è separata dall’aula destinata ai fedeli da un arco a tutto sesto, si contrappongono al profondo ambiente ipogeo dove erano ospitate le terre sante (fosse cimiteriali). Inoltre, la chiesa è abbellita, lungo il suo perimetro interno, da affreschi raffiguranti scene tratte dall’Antico e dal Nuovo Testamento, disposte su tre registri diversi, e da elementi floreali, antropomorfi, classici e architettonici, che decorano e rendono l’ambiente uno scrigno nascosto.
Cappella della Madonna del Carmine
Un tempo di proprietà della famiglia Caracciolo e da questi nel corso dell'800 ceduta a Mons. Michele Falce. Attualmente fa parte del palazzo Falce, la cappellina dedicata alla Madonna del Carmine custodisce un'importante tela raffigurante San Pasquale attribuibile al Giampietro.
Chiesa di San Giuseppe
Nella contrada Maschito, fuori le mura, di Brienza, nella prima metà del 1600 fu edificata la chiesa di San Giuseppe per volontà di don Giacomo Manzolillo. Grazie ai fondi raccolti da don Rocco Di Fiore, nel 1741 la chiesa fu ristrutturata e abbellita. In seguito, nel 1750 fu inserita nella facciata, già impreziosita da un imponente portale in pietra, un’edicola con la statua lapidea del busto di San Giuseppe con in braccio il Bambin Gesù. La statua riporta la firma dell’esecutore “Andreas”, probabilmente Andrea Carrara di Padula. Nello stesso anno, l’artista Pietro di Gianpietro abbellì l’interno della chiesa con una serie di affreschi sulla vita di San Giuseppe. Di pregevole fattura è anche il soffitto ligneo completamente dipinto, realizzato da un autore ignoto. Nel XIX secolo, in occasione della costruzione della ss. 95, la chiesa fu ridimensionata, assumendo così la sua definitiva e attuale struttura a pianta centrale.
Cappella di Maria Santissima delle Grazie o Madonna di Schiavi
La cappella, dedicata a Maria Santissima delle Grazie, fu costruita nel 1950 in località Schiavi. L’edificazione della chiesetta fu voluta dall’arciprete don Catello Petrone e fu finanziata dal popolo, dal clero, dal comune di Brienza e da papa Pio XII. Per il completamento della fabbrica fu utilizzato anche del materiale di spoglio proveniente dalla chiesa di San Martino, in particolare il portale dell’ingresso principale situata nell’antico borgo di Brienza.  La cappella, consacrata nel 1951, rimase molto danneggiata dal sisma del 1980 e fu ricostruita nel 2001. L’impianto si presenta ad aula rettangolare con tre archi a tutto sesto che sostengono l’unica navata. Accanto alla cappella si trova la sagrestia, che in passato veniva utilizzata come alloggio dal sacerdote durante il settenario, in preparazione alla festa della Madonna, che si celebra tutt’oggi la quarta domenica di agosto. 
Chiesa di Santa Maria degli Angeli
Un vero e proprio gioiello, sulla vecchia strada che collegava Brienza a Pietrafesa, è la cappella Santa Maria degli Angeli (dedicata alla Vergine), eretta nel 1622 a circa un chilometro e mezzo dall’abitato di Brienza, per volere della cittadinanza. Qualche anno dopo, nel 1629 la rustica facciata fu impreziosita da un portale rinascimentale in pietra locale, sul cui frontone si trova lo stemma di Brienza, che fa riporta al diritto di proprietà dell’università (Comune). Adiacente alla chiesetta si trovano due cappelle gentilizie, di proprietà delle famiglie Paternoster e Perrelli, e un vecchio stabile di due piani, adibito a lazzaretto in occasione di diverse epidemie, come la peste del 1656. La chiesa si presenta ad unica navata rettangolare, divisa in tre ambienti: la navata e il presbiterio divisi da una pergula (alta balaustra in legno tipica delle chiese delle origini) e un Diaconicon (piccolo ambiente riservato agli officianti). La navata e il presbiterio conservano un pregevolissimo ciclo di affreschi opera di Giovanni De Gregorio, detto il Pietrafesa. Il presbiterio si presenta rialzato rispetto all’aula destinata ai fedeli che a sua volta presenta un soffitto lignieo a cassettoni. Verso la metà del XX secolo, la chiesa (oramai sconsacrata) è stata chiusa al culto, di recente sono stati effettuati lavori di ristrutturazione e restaura che hanno riportato all’antico splendore il ciclo di affreschi. 
Chiesa di San Zaccaria
La chiesa di San Zaccaria, documentata per la prima volta nel 1222, non ha conservato la struttura originaria a causa delle numerose modifiche subite nel corso del tempo. L’edificio fu ristrutturato per la prima volta nel 1571, ad opera dell’architetto Antonio Donato Cafaro di Cava de’ Tirreni, mentre nel 1750 subì l’ampliamento della navata nella zona prospiciente l’altare maggiore, dando così alla chiesa l’impianto definitivo. Nello stesso anno, la facciata principale fu impreziosita dal monumentale portale lapideo scolpito dal maestro scalpellino Andrea Carrara, che firmò e datò l’opera. Il violento terremoto del 1857 danneggiò l’intera struttura e in particolare fece crollare l’imponente campanile che fu ricostruito e ridimensionato per motivi di sicurezza. La chiesa, rialzata rispetto al piano stradale, ha un impianto longitudinale a navata unica. Dopo il sisma del 1980, i lavori di restauro hanno riportato alla luce diversi affreschi, uno dei quali datato 1586. Inoltre la chiesa è arricchita da preziose tele, realizzate tra il 1600 e il 1800, fra le quali la Circoncisione di Gesù, della seconda metà del XVII secolo. Allo stesso periodo risale l’antica scultura del Crocifisso, collocata sull’altare maggiore. 
Chiesa di San Martino
In Località San Martino, dove in epoca medievale sorse il primo nucleo abitato di Brienza, fu eretta intorno al VIII-IX secolo d.C. la chiesa dedicata a San Martino, la quale, successivamente, fu nota anche come chiesa della Madonna delle Grazie, per una scultura lignea della Vergine del XIV secolo che vi si venerava. In seguito al rovinoso terremoto del 1857 l’intero borgo antico fu quasi raso al suolo, miracolosamente la cappella fu l’unico edificio subì pochi danni, infatti preservò la sua struttura a pianta longitudinale e a navata unica. All’interno era adornata da due altari: l’altare maggiore, abbellito dalla tela raffigurante San Martino di Tours e l’altro altare, dedicato alla Beata Vergine delle Grazie impreziosito dalla sopra citata scultura lignea. La chiesa fu luogo di culto fino al 1942, anno in cui durante la celebrazione di una messa il campanile, nel corso di un violentissimo temporale fu colpito da un fulmine, che provocò il decesso di una donna, diversi feriti e un incendio che danneggiò gravemente la struttura. A seguito di questo evento luttuoso la chiesa fu sconsacrata con conseguente abbandono del luogo.
Santuario del Santissimo Crocifisso
La particolare devozione dei brienzani verso il Santissimo Crocifisso trae le sue origini da un’edicola votiva che nella seconda metà del 1200 fu eretta sul monte più alto, dell’immediato circondario, di Brienza in segno di devozione e pegno per grazia ricevuta da un cittadino burgentino. Nei secoli successivi l’edicola fu ingrandita fino a diventare una cappella e in seguito una piccola chiesa. Intorno al 1375, su iniziativa di un cittadino brienzano, Antonio Menafra, fu istituito il subpatronato del Crocifisso, un’associazione laica con lo scopo di sostenere e diffondere il culto del Crocifisso. Quest’associazione svolse i suoi compiti per circa quattro secoli, fin quando fu soppiantata dalla Congrega della Santa Croce. Come testimonia l’iscrizione posta sul portale, “A.D. 1659”, la chiesa fu ristrutturata probabilmente in seguito al terremoto del 1656 e alla pestilenza del 1646. La chiesa si presenta a pianta rettangolare e a navata unica con transetto rialzato. Del 1659 è il primo intervento di ristrutturazione, come riportato sull'architrave del portale d'ingresso, probabilmente fatto per rendere grazie a Dio dello scampato pericolo dal rovinoso terremoto del 1646 o dalla peste del 1656. All'interno, nella nicchia posta sull'altare maggiore, si ammira un importante affresco risalente al 1773 raffigurante il compianto sulle spoglie di Gesù morto. Il Santuario dalla prima domenica di maggio accoglie la statua ligniea di Gesù Crocifisso. In quel luogo sacro Gesù Crocifisso rimane per tre mesi, per poi essere accompagnato di nuovo nella Chiesa Madre la terza domenica di settembre.

### Architetture militari
Castello Caracciolo

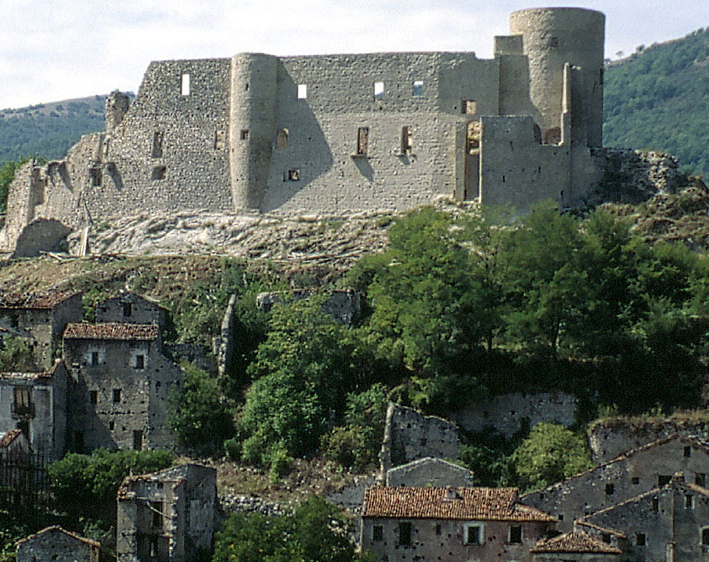
Castello di Brienza

Sul limitare di Piazza del Sedile anticamente esisteva una delle porte di accesso al borgo, da cui si diramano sul poggio due stradine sinuose ed erte, quella di Santa Maria, a sinistra, e quella di San Michele dei Greci a destra, che fendono con le loro propaggini la compattezza rigida dei due rioni. Sul versante opposto è ancora visibile nella cinta muraria del Castello la "Postelua" o “Posterla”, in italiano “Portella”, ossia una delle porte di accesso secondarie al borgo medievale.
Il borgo medioevale si sviluppa soprattutto dopo l’anno 1000, sul versante opposto rispetto all’insediamento delle origini. Esso presenta il tipico impianto “ad Castellum” (ossia fasci circolari di abitazioni al cui centro è posto il castello). Il borgo è costituito dai rioni di: Santa Maria, Sant’ Elisabetta (via Archi) e San Michele dei Greci. Il visitatore è immediatamente colpito dall'aspetto antico e misterioso del borgo, che fa di Brienza uno dei centri di origine medioevale più interessanti del mezzogiorno d’Italia.
Intorno al V-VI secolo d.C., sul cd. colle maggiore si sviluppò il primo nucleo abitato, probabilmente, sormontato e protetto da un mastio (ossia una torre squadrata molto robusta tipica degli insediamenti longobardi). Questo primo nucleo sorse nell’area successivamente denominata contrada “Trucedda” e, nello specifico, nella zona attualmente occupata dai ruderi della Chiesa di San Martino risalente al IX secolo d.C.
In epoca normanna (X secolo), al tempo di Guglielmo d’Altavilla, si iniziò ad edificare (in pietra) inglobando il preesistente mastio (in legno) il castello oggigiorno denominato Castel Caracciolo.
Primo Signore del feudo e dell'Oppidum Burgentium (fine XI secolo) fu un certo Aronne.
Successivamente ci è pervenuto un documento di tale Guillelmo De Saponara il vecchio, da cui si evince che nel 1097 esisteva un Castrum Burgentiae dove egli risiedeva.
AI tempi di Federico II della casata degli Hohenstaufen, il castello e il feudo erano detenuti dal nobile Gentile di Petruro, che ne fu privato in seguito all’insurrezione ghibellina. Successivamente il feudo fu assegnato da Federico II di Svevia (stupor mundi) al nobile Gentile da Preturo e nel XIII secolo dagli angioini al de Pancellis, divenendo così parte del Principato Citra. Il 2 novembre 1428 la regina Giovanna II vendette al nobile Petraccone Caracciolo la terra di Brienza per 1000 once d’oro.
Il maniero, da quel momento, prende nome dalla famiglia Caracciolo, che sono stati feudatari (marchesi) di Burgentia fino al 1875, anno in cui Giulia, non avendo eredi, lo donò al nipote Luigi Barracco.
Gli Angioini prima e i Caracciolo poi ampliarono il maniero normanno e gli diedero l’attuale forma e dimensione.
Il versante esposto a ponente presenta una serie di finestre disposte su due piani, sul lato opposto (levante) si notano le tre torri: quella circolare posta a nord-est –laddove presumibilmente sorgeva il mastio longobardo-, quella semicircolare al centro della cinta muraria e quella quadrata, di epoca normanna, posta più a sud quasi a ridosso dell'ingresso principale al di sopra e a guardia della piazza d’armi.
Progressivamente assunse forma più articolata, perse il peculiare carattere difensivo ed accentuò quello di residenza signorile.
Nel XVI secolo il "Mastio", per volere di Marcantonio Caracciolo, fu trasformato in carcere.
Una consistente ristrutturazione fu voluta dal marchese mecenate Don Litterio Caracciolo nel XVIII secolo. Anche se la leggenda attribuisce al castello trecentosessantacinque stanze, i vani effettivi erano circa quaranta suddivisi su tre livelli e su due alee. L'appartamento del marchese Litterio era posto al secondo livello dell’ala di levante, mentre gli ambienti del livello prospiciente la corte erano utilizzati per i magazzini. L’ala di ponente vedeva la presenza di ambienti seminterrati, di cui uno attualmente visibile. Mentre gli ambienti posti al livello superiore erano suddivisi in un grande salone per le adunanze e in spazi destinati alle cucine. Infine, il secondo livello era suddiviso in vari piccoli ambienti che ospitavano la servitù e la piccola guarnigione del castello.
Il maniero fu parzialmente distrutto dal terremoto del 16 dicembre 1857 e, dopo il Barracco, nei decenni successivi ebbe vari proprietari. Agli inizi del XX secolo, dato lo stato di abbandono ormai sopravvenuto, il castello iniziò ad essere adoperato come una vera e propria cava da cui ricavare materiale utile per altri scopi.
Il Ministero dei Beni Culturali ed Ambientali, con proprio decreto del 28 aprile 1993, dichiarò, il castello e l'intero borgo, di interesse particolarmente importante ai sensi della legge 1089/1939.
Verso la fine del secolo scorso sono stati intrapresi dei complessi lavori di restauro tutt’ora in corso.

### Altro

#### Il Chiazzino
Lo slargo antistante il settecentesco palazzo Colangelo è così denominato perché forma quasi una piccola piazza che si trova in posizione rialzata rispetto all’antistante piazza del sedile. Il palazzo vanta un bellissimo portale d’ingresso ad arco realizzato in pietra e costituito da decorazione a bassorilievo nei conci, dove a sinistra si può vedere una scena di caccia, a destra un pescatore ed al centro la data 1713 e la lettera "M", (queste ultime data e lettera) oggi non più presenti. Nella chiave di volta è presente una maschera apotropaica che aveva la funzione di proteggere la casa allontanando, col suo aspetto mostruoso, gli spiriti maligni. Nelle formelle presenti alla base dei preditti è raffigurata una colomba che stringe nel proprio becco un serpente: si tratta di una simbologia tipica della cristianità delle origini, ossia il bene (la colomba) che prevale sul male (il serpente).

#### Via degli Archi
La stradina deve il suo nome alla presenza di tre archi a tutto sesto, l’ultimo dei quali (a sesto ribassato) è stato ricavato scavando nella roccia. In questo rione erano presenti alcune chiese oggi non più esistenti e invece è giunto ai nostri giorni l’edificio religioso che ospitava la ruota degli esposti. Le suore che gestivano questa struttura appartenevano ad uno dei numerosi conventi presenti a Brienza sin da tempi remoti. 

#### Piazza del Municipio
Al centro della piazza campeggia il monumento bronzeo a Francesco Mario Pagano (Brienza, 1748-1799), giurista, filosofo e martire della Repubblica partenopea (inaugurato nel 1890). Sullo sfondo si ergono il convento dei Frati minori osservanti (opera di Cafaro Pignoloso, 1571), oggi sede municipale, e l'annessa chiesa dell'Annunziata, coeva. Il 12 marzo 2011 è stata inaugurata "Piazza dell'Unità d'Italia".

### Aree naturali
Gran valore dell'intera comunità Burgentina è il suo patrimonio ambientale, paesaggistico e faunistico: trovandosi in una posizione strategica (è il punto di incontro tra la Val d'Agri, la valle del Melandro e confinante con il Val di Diano), il comune Burgentino è arricchito da un patrimonio boschivo che copre oltre l'80% dell'intero territorio, con la presenza di una sorprendente varietà di specie biologiche e zoologiche, che vanno dai grandi boschi di Faggio, presenti soprattutto sul monte San Gennaro (1012 m), alle varietà di querce sparse su tutto il territorio (cerri, querce secolari, roverelle), fino al castagno, che dà il nome a una località, ai piedi del Monte del Santissimo Crocifisso, denominata, appunto, Castagneta. Di valore paesaggistico è la località Lago, Faggeto a 1400 metri di altitudine.

#### La Roverella
La Roverella era un ibrido naturale tra un acero e un rovere ultrasecolare (la sua età era stimata tra i quattrocento e i mille anni), situata in uno degli scorci più suggestivi del territorio burgentino, ad oltre 1000 metri di quota: essa rientrava nelle prime venti piante più grandi d'Italia, oltre 30 metri di altezza e un diametro di oltre 10. Per abbracciarla servivano più di sette persone; l'albero fu vittima di un tentativo di incendio nel 2009, e per questo motivo venne recintato con una staccionata. Nel luglio 2020 la pianta, dopo la perdita di un grande ramo, appariva con una folta distribuzione dei rami in maniera asimmetrica e tale da portarla a schiantarsi al suolo.

## Società

### Evoluzione demografica
Abitanti censiti

## Cultura

### Cucina
Tra i primi piatti la pasta fatta in casa: fusilli, orecchiette, cavatelli, ravioli, sigarette, lagane, insaporiti, secondo la tradizione con sughi alla carne e una spruzzata di ricotta salata, ma anche con porcini e tartufo. Tradizionali sono anche le minestre di verdure e legumi di produzione locale.
I secondi: carni di agnello, capretto, coniglio, vitello, maiale, selvaggina cacciata nei boschi burgentini, in special modo cinghiali, lepri e cacciagione da penna (quaglie e beccacce).
Nei due ruscelli che attraversano il comune di Brienza (torrente Fiumicello e torrente Pergola) è praticata la pesca di trote e baffi.
Tra i funghi: porcini, mazze di tamburo, ovuli, prataioli, fino ad arrivare al cardarello (gadd'tiedd) e alle "manuzze". Caratteristico il tartufo nero di Brienza (il prezioso "Nero uncinato") che si trova in quantità e dimensioni considerevoli soprattutto contrada Braide. È inoltre apprezzato il Porcino nero di Brienza anche detto "testa nera" per via del suo cappello marrone scuro.
Tra la produzione casearia spicca la scamorza, specie nella sua variante al tartufo nero. 
Non mancano mozzarelle (anche lavorate e intrecciate), caciocavalli, provoloni, burrini, toma, ricotta (fresca e salata).
Tra gli insaccati: salsicce, soppressate, capicolli, pancette, guanciali e spicchj'nzan, una sorta di speck dalla forma di insaccato. Molti cibi sono preparati o conservati con sugna o lardo.
Spicca tra gli altri il p'zzent ("pezzente"), un insaccato da consumare fresco a base di cotiche, frattaglie e carni selezionate. Da consumarsi cotto, è spesso utilizzato come sostituto dello zampone, accompagnato con i legumi è uno dei piatti imprescindibili della tradizione natalizia burgentina.
Tra gli insaccati spicca la salsiccia Lucanica di Picerno, Brienza infatti rientra nell'area di produzione di questo prodotto I.G.P.. Diverse personalità della Roma antica come Varrone, Marziale, Apicio, Cicerone sostennero che i romani quando parlavano di "lucanica" si riferivano all'insaccato da loro scoperto in Lucania.
Tra i prodotti da forno si citano i biscotti all'anice a forma di otto. Non mancano però pane, biscotti, freselle, taralli, spesso insaporiti con semi di finocchietto selvatico. Il miele è di produzione artigianale, mentre la pasticceria è assai varia durante le festività di Natale e Carnevale.

## Amministrazione
| Periodo | Periodo   | Primo cittadino          | Partito                    | Carica  | Note |
| ------- | --------- | ------------------------ | -------------------------- | ------- | ---- |
| 1985    | 1990      | Antonio Alfredo Lopardo  | L'Ulivo                    | Sindaco |      |
| 1990    | 1995      | Raffaele Maria Distefano | Sinistre Unite per Brienza | Sindaco |      |
| 1995    | 1999      | Raffaele Maria Distefano | Uniti per Brienza          | Sindaco |      |
| 1999    | 2004      | Pasquale Scelzo          | Patto per Brienza          | Sindaco |      |
| 2004    | 2009      | Antonio Distefano        | Uniti per Brienza          | Sindaco |      |
| 2009    | 2014      | Pasquale Scelzo          | Brienza città futura       | Sindaco |      |
| 2014    | 2019      | Donato Distefano         | Con noi vince Brienza      | Sindaco |      |
| 2019    | 2024      | Giancristiano Antonio    | Uniti per Brienza          | Sindaco |      |
| 2024    | in carica | Raffaele Collazzo        | Un'Altra Brienza           | Sindaco |      |

## Sport

### Calcio
La principale squadra di calcio della città è l'A.P.D. Brienza Calcio che milita nel girone lucano di Eccellenza. I colori sociali sono il bianco e l'azzurro.